# Villa Maza
Villa Maza è una città dell'Argentina, parte del partido di Adolfo Alsina nella provincia di Buenos Aires. È situata a circa 70 km da Carhué, capoluogo del partido, ma la distanza effettiva è maggiore a causa della mancanza di collegamenti stradali diretti.

## Geografia fisica

### Territorio
Villa Maza è situata in una pianura interrotta da dune isolate e piuttosto basse. Sono presenti anche alcune lagune, la cui estensione è variabile in base al regime delle piogge. Le pendenze, seppur dolci, sono piuttosto irregolari, caratteristica che rende i drenaggi piuttosto complessi nei periodi di inondazioni.

### Clima
Il clima è temperato, con temperature estreme a seconda dei periodi dell'anno. Le precipitazioni medie annue variano tra i 500 e i 1000 mm, con un periodo secco nel corso dell'inverno. A partire dal 1973 è predominante un periodo umido, causato da lunghi periodi di siccità e, in alcune occasioni, precipitazioni che hanno causato forti inondazioni e formazioni di grandi lagune nella zona periferica. 
L'episodio più drammatico legato alle piogge avvenne il 2 ottobre 1985, quando gli accessi al paese furono interrotti a causa di un clima torrenziale (approssimativamente 100 mm di pioggia in 12 ore) e molte famiglie furono costrette ad evacuare la zona.

## Origini del nome
La città prende il nome da Juan Agustín Maza, patriota argentino. La scelta del nome venne ufficializzata con il decreto del 6 ottobre 1906,  pubblicato sulla Gazzetta ufficiale numero 3881 nella quale venivano conferiti ad alcune cittadine i nomi di Darregueira, Gorriti, Gascón, Huergo, Rivera, Malabia (in seguito ribattezzato Arano), Thames, Maza e Garro.
Anche la stazione ferroviaria porta il nome del politico argentino come testimonia anche l'annuario del 1942 edito dalla compagnia ferroviaria che a riguardo della stazione di Maza scrive: Origine del nome: omaggio a Don Juan Agustín Maza, firmatario dell'atto di indipendenza .

## Storia
Inizialmente nei terreni circostanti Villa Maza si erano insediati gli indigeni boroga, che chiamavano la zona inchiñ ni mapú, considerandola come un loro territorio. Inizialmente questi riuscirono a convivere con i coloni europei, aumentando numericamente quando alcuni di loro furono espulsi dal Cile, ma furono ridotti sensibilmente prima dagli huilliche, che nel 1834 attaccarono i boroga nei pressi del lago Epecuén, e poi dai ranqueles che si stabilirono nella zona negli anni successivi.
Le terre sottratte agli indigeni furono assegnate a grandi proprietari terrieri: tra essi c'era Saturnino Unzué, al quale queste terre furono donate il 7 dicembre 1881. La popolazione dell'appezzamento rimase di modeste dimensioni per decenni, iniziando a crescere solo all'inizio del XX secolo, quando aumentò lo spostamento di popolazioni nella provincia di Buenos Aires. Una significativa svolta fu data dalla costruzione della stazione ferroviaria Maza, che diede successivamente il nome alla città.

## Società

### Evoluzione demografica
La città ha una popolazione di 1 748 abitanti (Indec, 2010), rispetto ai 1 705 abitanti registrati nel 2001 (censimento precedente) si può osservare una crescita del numero di abitanti del 2,5%.
Abitanti censiti

## Economia
Villa Maza fa riscontrare un tasso di disoccupazione, circa il 20%, particolarmente elevato rispetto alla media nazionale. Tra le attività, il 56% dell'industria è rappresentata dal settore terziario, con una forte predominanza di società legate a trasporti, commercio e servizi. La produzione di beni, pur essendo la principale fonte di reddito della zona, non genera un'occupazione significativa.

## Sport
La società sportiva del paese è il Club Maza Deportivo Social, fondato il 18 maggio 1916 e che in qualità di polisportiva può vantare sezioni di calcio, hockey, padel, rugby, pattinaggio artistico e karate.